# Петрашкі (Вармінсько-Мазурське воєводство)
Петрашкі (пол. Pietraszki, нім. Peterkeim, until 1938: Petrelskehmen) — село в Польщі, у гміні Ґолдап Ґолдапського повіту Вармінсько-Мазурського воєводства.
Населення — 58 осіб (2011).
У 1975-1998 роках село належало до Сувальського воєводства.

## Демографія
Демографічна структура станом на 31 березня 2011 року:
|          | Загалом | Допрацездатний вік | Працездатний вік | Постпрацездатний вік |
| -------- | ------- | ------------------ | ---------------- | -------------------- |
| Чоловіки | 32      | 6                  | 24               | 2                    |
| Жінки    | 26      | 8                  | 16               | 2                    |
| Разом    | 58      | 14                 | 40               | 4                    |